# Nermina Kukic
Nermina Kukic (* 27. September 1971 in Gusinje, Montenegro) ist eine deutsche Schauspielerin.

## Leben
Nermina Kukic absolvierte nach dem Studium der Anglistik/Amerikanistik, der Neueren deutschen Literaturgeschichte und Philosophie an der Universität Wuppertal eine Ausbildung an der Schauspielschule Bochum.
Sie spielte mit in dem Film Waschen, Schneiden, Legen von Adolf Winkelmann mit Guildo Horn in der Hauptrolle. Des Weiteren spielte Kukic im Schauspielhaus Bochum die Stücke Sommernachtstraum, Dona Rosita bleibt ledig oder Die Sprache der Blumen, Über allem Zauber Liebe und Der Streit. An den Wuppertaler Bühnen war sie u. a. in In 80 Tagen um die Welt und Die Schutzflehenden zu sehen. Im Staatstheater Darmstadt gastierte sie in Arthur Millers Hexenjagd. Sie war mehrfach als Gast am Theater Aachen engagiert, u. a. als Titelrolle in Minna von Barnhelm und als Recha in Nathan der Weise. In München spielte sie am Metropol Theater die Marina in Shakespeares Perikles und im Theater am Turm in Frankfurt die Ginevra in Merlin.
Fernsehzuschauer kennen sie auch als „Susi Schäfer“ aus Marienhof. In der Daily Soap der ARD war sie von 2004 bis 2010 im Hauptcast zu sehen.
Nermina ist verheiratet und Mutter von zwei Söhnen.
2011 feierte Kukic ihre Rückkehr auf die Theaterbühne mit der Dramatisierung von T. S. Eliots Gedicht The Waste Land im Rottstraße 5 Theater in Bochum.
Ebenso spielt sie Heidi Klum in „Heidi und die Chicas“, einer „Actionlesung“ auf Basis des Buches „Das ist der Tag, von dem ihr noch euern Enkelkindern erzählen werdet“, einer Transkription des Germany’s Next Topmodel Finale 2011 von zwei Studenten des Studiengangs Kommunikationsdesign an der HTW Berlin.